# Protohermes uniformis
Protohermes uniformis är en insektsart som beskrevs av Banks 1931. Protohermes uniformis ingår i släktet Protohermes och familjen Corydalidae. Inga underarter finns listade i Catalogue of Life.